# 인툼드

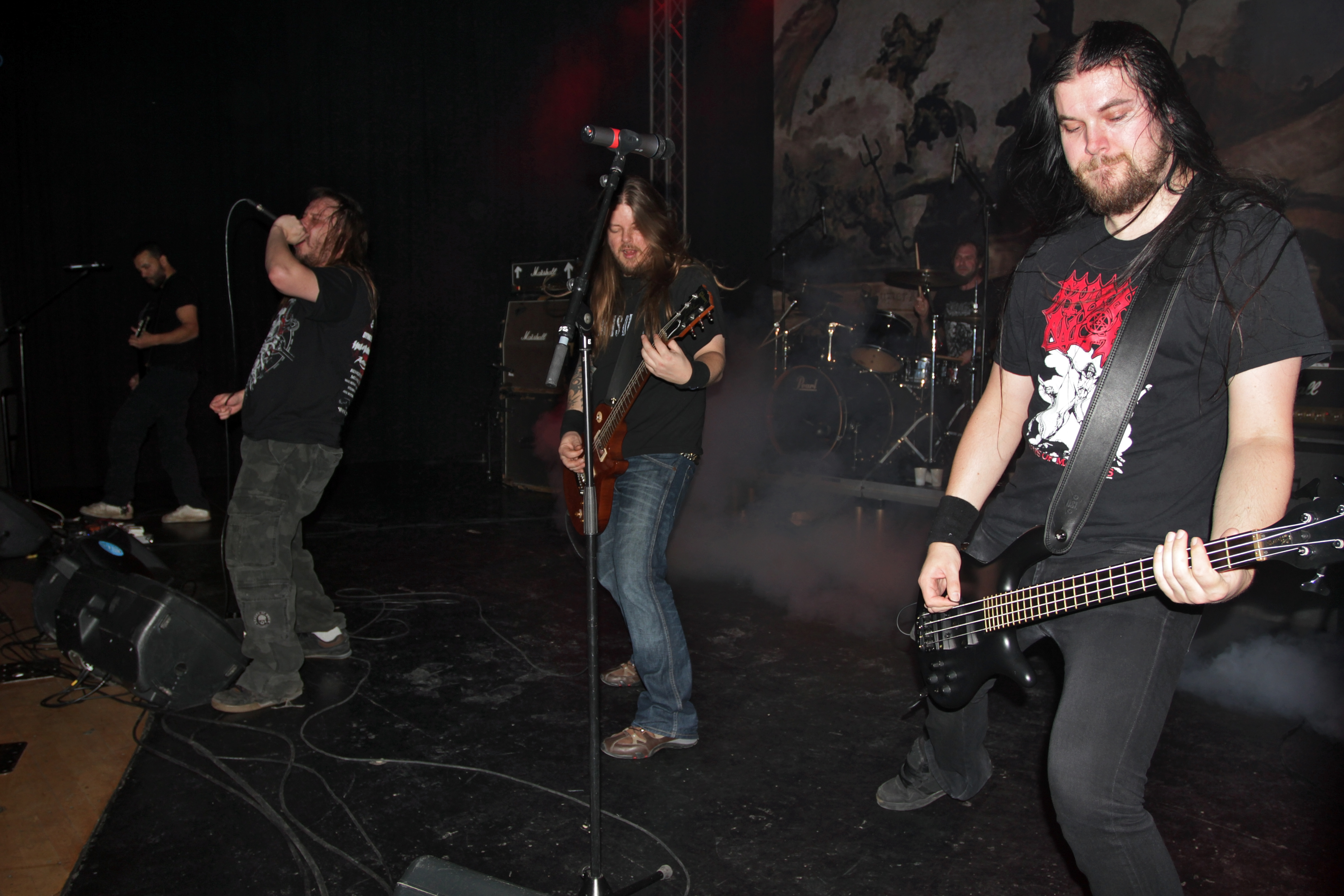

인툼드(Entombed)는 1987년 결성된 스웨덴의 데스 메탈 밴드이다. 인툼드는 슬레이어, 엑소더스 (밴드), 블랙 사바스, 켈틱 프로스트, 오토싸이, 리펄전, 키스 (밴드), 미스피츠 (밴드), 모터헤드, 디스차지, 데스 (밴드), 테스터먼트 (밴드) 등의 밴드로부터 영향을 받았다. 스웨덴 데스메탈의 빅 포 중 하나로 일컬어진다.